# The Complete Video Anthology / 1978-2000
Video Anthology / 1978-88 je kolekcija glazbenih spotova Brucea Springsteena, objavljenna na VHS-u 31. siječnja 1989.
Sony ju je 16. siječnja 2001. objavio kao The Complete Video Anthology / 1978-2000 na DVD-u, dodavši drugi disk s 15 dodatnih spotova ili drugih clipova.

## Sadržaj

### Izdanje iz 1989.
1. Rosalita (Come Out Tonight) (1978.; režirao Arnold Levine, s Darkness Toura)
2. The River (1980.; s koncertnog filma No Nukes; redatelji Danny Goldberg, Julian Schlossberg, Anthony Potenza)
3. Thunder Road (1980.; također s No Nukes)
4. Atlantic City (1982.; redatelj Arnold Levine)
5. Dancing in the Dark (1984.; redatelj Brian De Palma)
6. Born in the U.S.A. (1984.; redatelj John Sayles)
7. I'm on Fire (1985.; redatelj John Sayles)
8. Glory Days (1985.; redatelj John Sayles)
9. My Hometown (1985.; redatelj Arthur Rosato; s Born in the U.S.A. Toura)
10. War (1986.; redatelj Arthur Rosato; s Born in the U.S.A. Toura)
11. Fire (1986.; akustična izvedba s Bridge School Benefit Neila Younga)
12. Born to Run (1987.; redatelj Arthur Rosato)
13. Brilliant Disguise (1987.; redatelj Meiert Avis)
14. Tunnel of Love (1987.; redatelj Meiert Avis)
15. One Step Up (1988.; redatelj Meiert Avis)
16. Tougher Than the Rest (1987.; redatelj Meiert Avis)
17. Spare Parts (1988.; redatelj Carol Dodds)
18. Born to Run (1988.; redatelj Meiert Avis)

### Drugi disk iz 2001.
1. Human Touch (1992.; redatelj Meiert Avis)
2. Better Days (1992.; redatelj Meiert Avis)
3. 57 Channels (and Nothin' On) (1992.; redatelj Adam Bernstein)
4. Leap of Faith (1992.; redatelj Meiert Avis)
5. Streets of Philadelphia (1993.; redatelji Jonathan Demme i Ted Demme)
6. Murder Incorporated (1995.; redatelj Jonathan Demme)
7. Secret Garden (1995.; redatelj Peter Care)
8. Hungry Heart (dotad neobjavljen; 1995.; producenti i redatelji "the Torpedo Twins" Rudi Dolezal & Hannes Rossacher)
9. Dead Man Walkin' (1996.; redatelj Tim Robbins)
10. The Ghost of Tom Joad (1996.; redatelj Arnold Levine, fotografkinja Pamela Springsteen)
11. The Ghost of Tom Joad (1995.; nastup u The Tonight Show with Jay Leno)
12. Highway Patrolman (dotad neobjavljen; 2000.; redatelj Sean Penn)
13. If I Should Fall Behind (dotad neobjavljen; 2000.; redatelj Jonathan Demme; Reunion Toura)
14. Born in the U.S.A. (1998.; nastup u The Charlie Rose Showu)
15. Secret Garden (dotad nebjavljen; s gudačima; alternativna verzija s dokumentarca Blood Brothers)